# Syba (gromada)
Syba (od 4 V 1963 Nowe Miasteczko) – dawna gromada, czyli najmniejsza jednostka podziału terytorialnego Polskiej Rzeczypospolitej Ludowej w latach 1954–1972.
Gromady, z gromadzkimi radami narodowymi (GRN) jako organami władzy najniższego stopnia na wsi, funkcjonowały od reformy reorganizującej administrację wiejską przeprowadzonej jesienią 1954 do momentu ich zniesienia z dniem 1 stycznia 1973, tym samym wypierając organizację gminną w latach 1954–1972.
Gromadę Syba z siedzibą GRN w Sybie (w obecnym brzmieniu Szyba) utworzono – jako jedną z 8759 gromad na obszarze Polski – w powiecie nowosolskim w woj. zielonogórskim na mocy uchwały nr V/18/54 WRN w Zielonej Górze z dnia 5 października 1954. W skład jednostki weszły obszary dotychczasowych gromad Syba, Popęszyce i Borów ze zniesionej gminy Solniki (Borów) w tymże powiecie  oraz obszar dotychczasowej gromady Żuków ze zniesionej gminy Niegosławice w powiecie szprotawskim w tymże województwie. Dla gromady ustalono 14 członków gromadzkiej rady narodowej.
Gromadę zniesiono 4 maja 1963 w związku z przeniesieniem siedziby GRN z Szyby do Nowego Miasteczka i zmianą nazwy jednostki na gromada Nowe Miasteczko.